# Dora Pejačević
Dora Pejačević, née le 10 septembre 1885 à Budapest et morte le 5 mars 1923 à Munich, est une compositrice croate, membre de la famille noble Pejačević. Elle introduit le lied pour une voix avec orchestre dans la musique croate et sa Symphonie en fa dièse mineur est considérée par les spécialistes comme la première symphonie moderne de la musique croate.

## Biographie
Dora Pejačević, fille du Ban croate, le comte Théodor Pejačević et de la baronne hongroise Lilla de Vaya, commence à étudier la musique enfant à Budapest avec l'organiste hongrois Karoly Noszeda puis poursuit ses études à l'Institut Croate de Musique à Zagreb. Elle commence à composer à 12 ans. Plus tard, elle suit l'enseignement de Percy Sherwood à Dresde, de Walter Courvoisier (composition) et d'Henri Petri (violon) à Munich. 
Néanmoins, largement autodidacte, elle développe son talent artistique avant tout au contact des personnalités de son époque ; parmi ses maîtres spirituels, on compte la pianiste Alice Ripper, la peintre Clara Westhoff, les écrivains Annette Kolb, Rainer Maria Rilke, Karl Kraus, Sidonie Nádherná von Borutín et d'autres personnalités jouant un rôle de premier plan sur la scène culturelle européenne de l'époque. Elle souscrit à « Die Fackel » (La torche), de Kraus et montre un vif intérêt pour les questions sociales du moment.
Les mondes intellectuels d'Oscar Wilde, Ibsen, Dostoïevski, Thomas Mann, Schopenhauer, Rilke, Kierkegaard, Clemens Krauss et Nietzsche, ont tous eu un impact sur le développement de sa personnalité artistique. Les œuvres de tous ces écrivains, parmi d'autres, sont mentionnées dans son journal de lectures, particulièrement riche.
En Croatie, Dora Pejačević vit dans la propriété familiale de Našice, mais de fréquents voyages la mènent à travers les grands centres culturels européens, tels Budapest, Munich, Prague et Vienne, où elle réside pendant d'assez longues périodes. Les dernières années de sa vie, de son mariage avec Ottomar Lümbe en 1921 jusqu'à sa mort en 1923, sont vécues principalement à Munich.
Durant sa vie, ses œuvres sont fréquemment jouées, non seulement en Croatie, mais aussi à l'étranger, entre autres à Londres, Dresde, Budapest, Stockholm, Vienne et Munich. Elles sont données par certains des musiciens les plus célèbres de l'époque : les pianistes Walter Bachmann, Svetislav Stančić et Alice Ripper, les violonistes Juan Manén, Václav Huml et Zlatko Baloković, les chefs d'orchestre Oskar Nebdal et Edwin Linder et des ensembles tels que le Thoman Trio, le Quatuor à cordes de Zagreb, l'Orchestre philharmonique de Zagreb, le Tonkünstlerorchester de Vienne et le Philharmonique de Dresde.
Pejačević est enterrée au cimetière de Našice (Croatie).

## Style
Dora Pejačević laisse 58 compositions, œuvres pour orchestre, voix et instruments, musique de chambre et piano.
Son langage musical romantique tardif, enrichi d'harmonies impressionnistes, d'éléments de style expressionniste et de couleurs orchestrales somptueuses, font de Dora Pejačević une véritable enfant de l’Art Nouveau (Jugendstil) dans l'art pictural. Les œuvres de maturité de la compositrice sont marquées à parts égales par son enthousiasme pour la musique de Wagner et par sa maîtrise et sa virtuosité puissantes dans l'écriture de l'instrument pour lequel elle compose. D'une nature hypersensible, elle crée « comme un sismographe capable de répondre aux plus subtils stimuli » (Kos) et, selon ses propres mots, « dans une transe d'obsession musicale ».
La dernière œuvre complète de Dora Pejačević reflète un vigoureux développement musical que la mort arrête net dans sa plus somptueuse floraison : nous pouvons y trouver les traces d'une recherche délibérée de sa propre expression et de son propre langage musical et rencontrer une musique originale, vécue profondément et magistralement mise en forme.
Avec quelques autres musiciens de sa génération, parmi lesquels Josip Hatze et Blagoje Bersa ressortent par la haute qualité de leur art, Dora Pejačević « ouvre de nouveaux horizons pour la musique croate, où elle impose de nouveaux standards de professionnalisme » (Kos).
La plupart de ses œuvres n'ont pas encore été publiées, ni enregistrées ; on note sa symphonie en Fa dièse mineur de 1916/20, son opus 41, un  quatuor pour piano en Ré mineur opus 25, un quintette pour piano en Si mineur opus 40, une sonate pour piano en Si bémol mineur (son opus 36, publié par Hrvatsko muzikološko društvo en 2002) et une autre en La bémol majeur (opus 57), un concerto pour piano (opus 33 en Sol mineur, 1913, publié par Izdanja Muzikološkog Zavoda Muzičke Akademije en 1982) , deux sonates pour violon et piano (dont l'opus 26 en Ré majeur) et une sonate pour violoncelle (op. 35 en Mi mineur). Sylvie Vučić, soprano franco-croate, est en train d'enregistrer l'intégralité de son œuvre vocale.

## Œuvre

### Piano
- Berceuse, op. 2 (1897)
- Gondellied, op. 4 (En souvenir des jours agréables à Našice de Dora, Našice, 25 juillet 1898)
- Chanson sans paroles, op. 5, (1898)
- Papillon, op. 6 (1898)
- Menuette, op. 7 (1898)
- Impromptu, op. 9a (1899)
- Chanson sans paroles, Op. 10 (1900)
- Albumblatt, op. 12 (1901) — œuvre perdue
- Trauermarsch, op. 14 (1902)
- Sechs Phantasiestücke, op. 17 (1903)
  1. Sehnsucht
  2. Leid
  3. Frage
  4. Klage
  5. Bitte
  6. Wahn (2 versions : A et B)
- Blumenleben - Acht Klavierstücke nach der Blütenzeit im Jahresablauf komponiert [« La Vie des fleurs - Huit pièces pour piano composées selon la période de floraison, tout au long de l'année »], op. 19 (1904–1905)
  1. Schneeglöckchen
  2. Veilchen
  3. Maiglöckchen
  4. Vergißmeinnicht
  5. Rose
  6. Rote Nelken
  7. Lilien

1. Chrysanthemen

- Berceuse, op. 20 (1906)
- Valse de concert, op. 21 (1906)
- Erinnerung, op. 24 (1908)
- Walzer-Capricen, op. 28 (1910)
  1. Moderato
  2. Grazioso
  3. Im Laendler-tempo
  4. Wiegend
  5. Lento
  6. Tempo giusto
  7. Allegretto
  8. Grazioso, allegramente
  9. Moderato
- Vier Klavierstücke, op. 32a (1912)
  1. (perdu)
  2. Libelle
  3. Papillon
  4. Abendgedanke
- Impromptu, op. 32b (1912)
- Sonate en si mineur, op. 36 (1914)
  1. Con fuoco non troppo allegro
  2. Andante con molta espressione
  3. Allegro risoluto
- Zwei Intermezzi, op. 38 (1915)
  1. Ruhig und innig
  2. Langsam und ausdrucksvoll
- Zwei Klavierskizzen, op. 44 (1918)
  1. An dich !
  2. Vor deinem Bild
- Blütenwirbel, op. 45, 2 versions : A et B  (1918)
- Capriccio, op. 47 (1919)
- Zwei Nocturnos, op. 50 (1918; 1920)
  1. Sehr ruhig, mit innigem Ausdruck

1. - Leicht bewegt und ferträumt

- Humoreske und Caprice, op. 54 (1920)
  1. Humoreske, allegretto vivo
  2. Caprice, vivace grazioso
- Sonate en la majeur, op. 57, en un mouvement (1921)

### Musique de chambre
- Rêverie pour violon et piano, op. 3 (1897)
- Canzonetta en ré majeur, pour violon et piano, op. 8 (1899)
- Impromptu, pour quatuor avec piano, op. 9b (1903)
- Trio en ré majeur, op. 15 pour violon, violoncelle et piano (1902)
- Menuet en la majeur, op. 18, pour violon et piano (1904)
- Romance en fa majeur, op. 22, pour violon et piano (1907)
- Quatuor en ré mineur, op. 25 pour violon, alto, violoncelle et piano (1908)
- Sonate en ré majeur, « Frühlings-Sonate », op. 26 pour violon et piano (1909)
- Trio en do majeur, op. 29 pour violon, violoncelle et piano (1910)
- Quatuor à cordes en fa majeur, op. 31 (1911) — perdu
- Élégie en mi majeur pour violon et piano, op. 34 (1913)
- Sonate en mi mineur, op. 35 pour violoncelle et piano (1913)
- Quintette avec piano en si mineur, op. 40 pour 2 violons, alto, violoncelle et piano (1915–1918)
- Sonate en si mineur 'Slawische Sonate pour violon et piano, op. 43 (1917)
- Méditation pour violon et piano, op. 51 (1919)
- Quatuor à cordes en do majeur, op. 58 (1922)

### Orchestre
- Concerto pour piano et orchestre en sol mineur, op. 33 (1913)
- Symphonie en fa dièse mineur op. 41 (1916 – 1917, revue en 1920)
- Fantaisie concertante en ré mineur pour piano et orchestre, op. 48 (1919)
- Ouverture en ré mineur pour grand orchestre, op. 49 (1919)

### Musique vocale

#### Lieder
- Ein Lied, op. 11 (texte de Paul Wilhelm), 1900
- Warum ?, op. 13 (texte de Dora Pejačević), 1901
- Ave Maria, Op. 16, pour voix, violon et orgue, 1903
- Sieben Lieder, op. 23 (textes de Wilhelmine Wickenburg-Almásy), 1907
  1. Sicheres Merkmal
  2. Es hat gleich einem Diebe
  3. Taut erst Blauveilchen
  4. Es jagen sich Mond und Sonne
  5. Du bist der helle Frühlingsmorgen
  6. In den Blättern wühlt
  7. Es war einmal
- Zwei Lieder, op. 27 (textes de Wilhelmine Wickenburg-Almásy et Ernst Strauss), 1909
  1. Ich schleiche meine Straßen
  2. Verweht
- Vier Lieder, op. 30 (textes d'Anna Ritter), 1911
  1. Ein Schrei
  2. Wie ein Rausch
  3. Ich glaub', lieber Schatz
  4. Traumglück
- Verwandlung pour voix, violon et orgue, op. 37a (texte de Karl Kraus), 1915
- Mädchengestalten, op. 42 (textes de Rainer Maria Rilke), 1916

1. Als du mich einst gefunden hast
2. Viel Fähren sind auf den Flüssen
3. Ich bin eine Waise
4. Ich war ein Kind und träumte viel

- An eine Falte, op. 46 (texte de Karl Kraus), 1918
- Drei Gesänge, op. 53 (textes de Friedrich Nietzsche), 1919 - 1920
  1. Venedig
  2. Vereinsamt
  3. Der Einsamste
- Zwei Lieder, op. 55 (Textes de Karl Henckell et Ricarda Huch), 1920
  1. Zu dir !
  2. Um bei dir zu sein
- Tri dječje pjesme (Trois chansons enfantines), op. 56 (textes : Zmaj Jovan Jovanović), 1921
  1. Majčica, moj anđeo (Maman, mon ange)
  2. Dijete i baka (Enfant et grand-mère)
  3. Mali Radojica (Petite Radojica)

#### Avec accompagnement d'orchestre
- Verwandlung, op. 37b (« Métamorphose », texte : Karl Kraus), 1915
- Liebeslied, op. 39 (texte : Rainer Maria Rilke), 1915
- Zwei Schmetterlingslieder, op. 52 (texte de Karl Henckell), 1920
  1. Goldne Sterne, blaue Glöckchen
  2. Schwebe, du Schmetterling

## Discographie
- Symphonie en fa dièse mineur, op. 41 ; Fantaisie concertante pour piano et orchestre en ré mineur, op. 48 - Volker Banfield, piano & Deutsche Staatsphilharmonie Rheinland-Pfalz ; Ari Rasilainen, direction (2011, CPO 777 418-2)
- Trio pour violon, violoncelle et piano en ut majeur, op. 29 ; Sonate pour piano et violoncelle en mi mineur, op. 35 - Christian Poltéra, violoncelle ; Andrej Bielow, violon & Oliver Triendl, piano (2011, CPO 777 419-2)
- Œuvres pour violon & piano : Sonate pour violon en ré majeur, op. 26 ; Canzonetta, op. 8 ; Menuet, op. 18 ; Romance, op. 22 ; Élégie, op. 34 ; Sonate pour violon en si bémol majeur, op. 43 & Méditation, op. 51 : Andrej Bielow, violon & Oliver Triendl, piano (2013, CPO 777 420-2)
- Musique de chambre : Quintette pour piano en si mineur, op. 40 ; Quatuor à cordes en ut majeur, op. 58 ; Quatuor pour piano et cordes en ré mineur, op. 25 & Impromptu pour violon, alto, violoncelle & piano op. 9b - Oliver Triendl, piano & Quatuor Sine Nomine : Patrick Genet, violon ; François Gottraux, violon ; Hans Egidi, alto & Marc Jaermann, violoncelle (2013, 2 CD CPO 777 421-2)
- Mélodies choisies - Lieder - Ingeborg Danz, alto & Cord Garben, piano - CPO 777 422-2 (2012)
- Concerto pour piano en sol mineur, op. 33 ; Ouverture en ré majeur, op. 49 ; Verwandlung, op. 37 ; Liebeslied, op. 39 & Zwei schmetterlingslieder, op. 52 ; Oliver Triendl, piano ; Ingeborg Danz, alto & Brandenburgisches Staatsorchester Frankfurt ; Howard Griffiths, direction - CPO 777 916-2 (2015)
- Intégrale de l'œuvre pour piano - Natasa Veljkovic, piano (2016, 2 CD CPO 555 003-2)